# VolkerWessels (vrouwenwielerploeg)
VolkerWessels Women Cyclingteam is een Nederlandse wielerploeg voor vrouwen. Het team maakte zijn debuut in het peloton in 2014 onder de naam Parkhotel Valkenburg. Naast wegwielrennen is een aantal rensters ook actief in het veldrijden of in het baanwielrennen. In 2015 en 2016 reed ook de schaatsster Janneke Ensing voor de ploeg. De ploeg doet vooral dienst als opleidingsploeg voor jonge talenten; zo zijn Lorena Wiebes en Demi Vollering begonnen in deze ploeg.

## Sponsoren

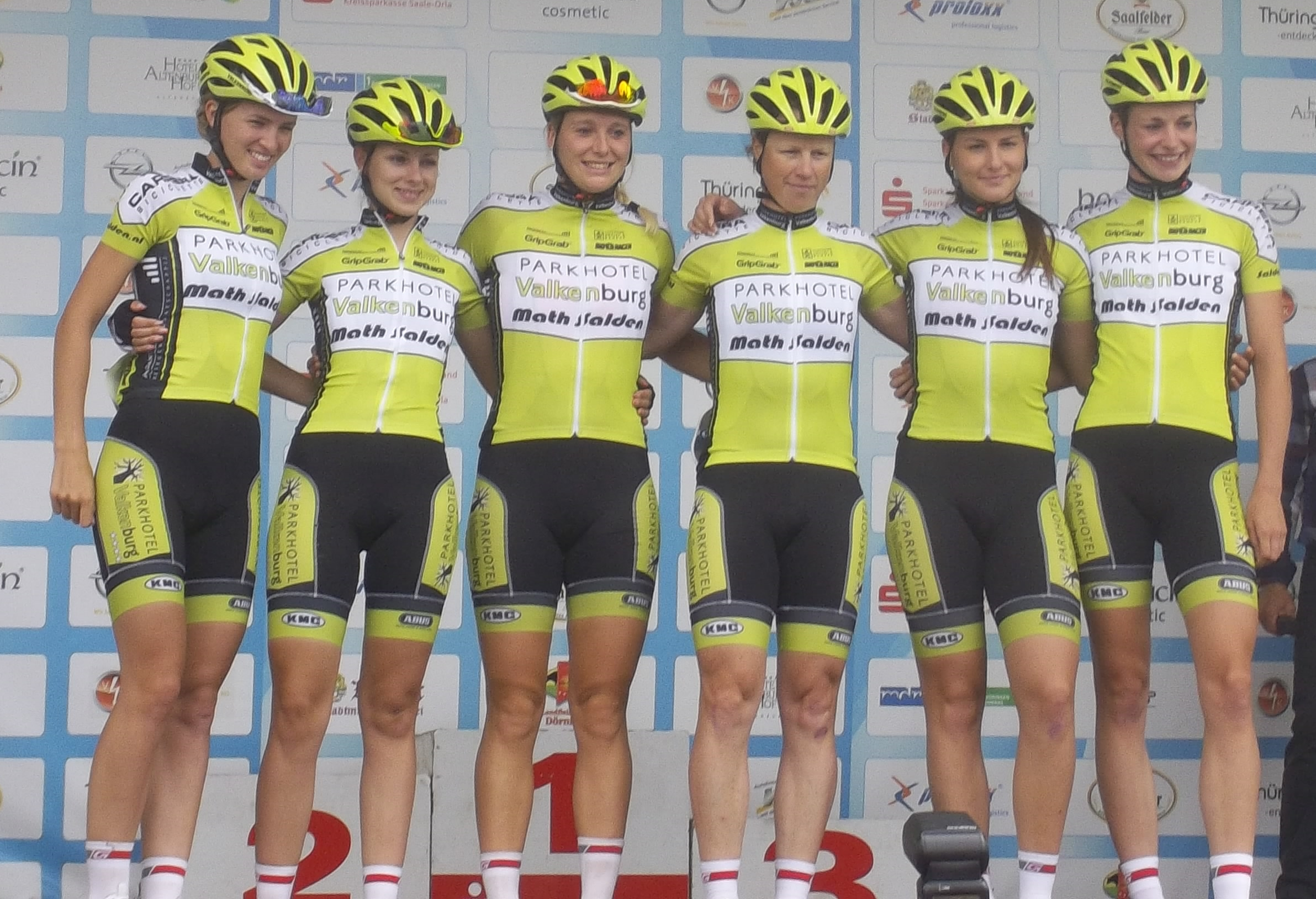
Het team in de Thüringen Rundfahrt 2014.

Van 2014 tot en met 2023 was het Parkhotel Valkenburg hoofdsponsor. Vanaf het begin kende het team ook een gelijknamige mannenploeg; deze ging in 2017 verder als Monkey Town-Ruiter Dakkapellen. Na 2023 stopte de hoofdsponsor bij de vrouwenploeg en werd opnieuw naamgever van de mannenploeg. Het team vond een nieuwe naamsponsor in VolkerWessels, dat al sponsor was van de mannenploeg VolkerWessels Cycling Team.

## Geschiedenis

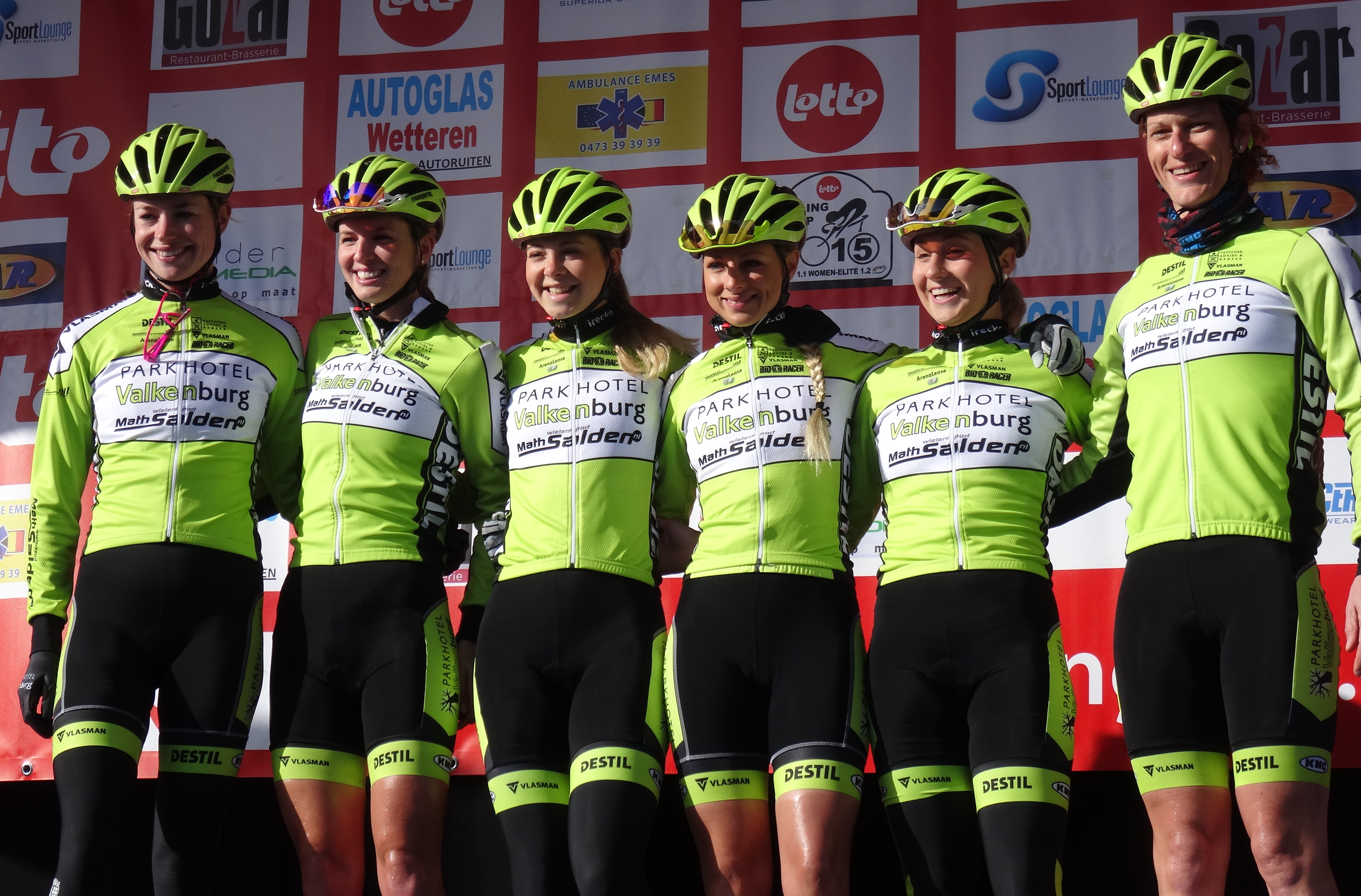
Het team in Le Samyn 2015.

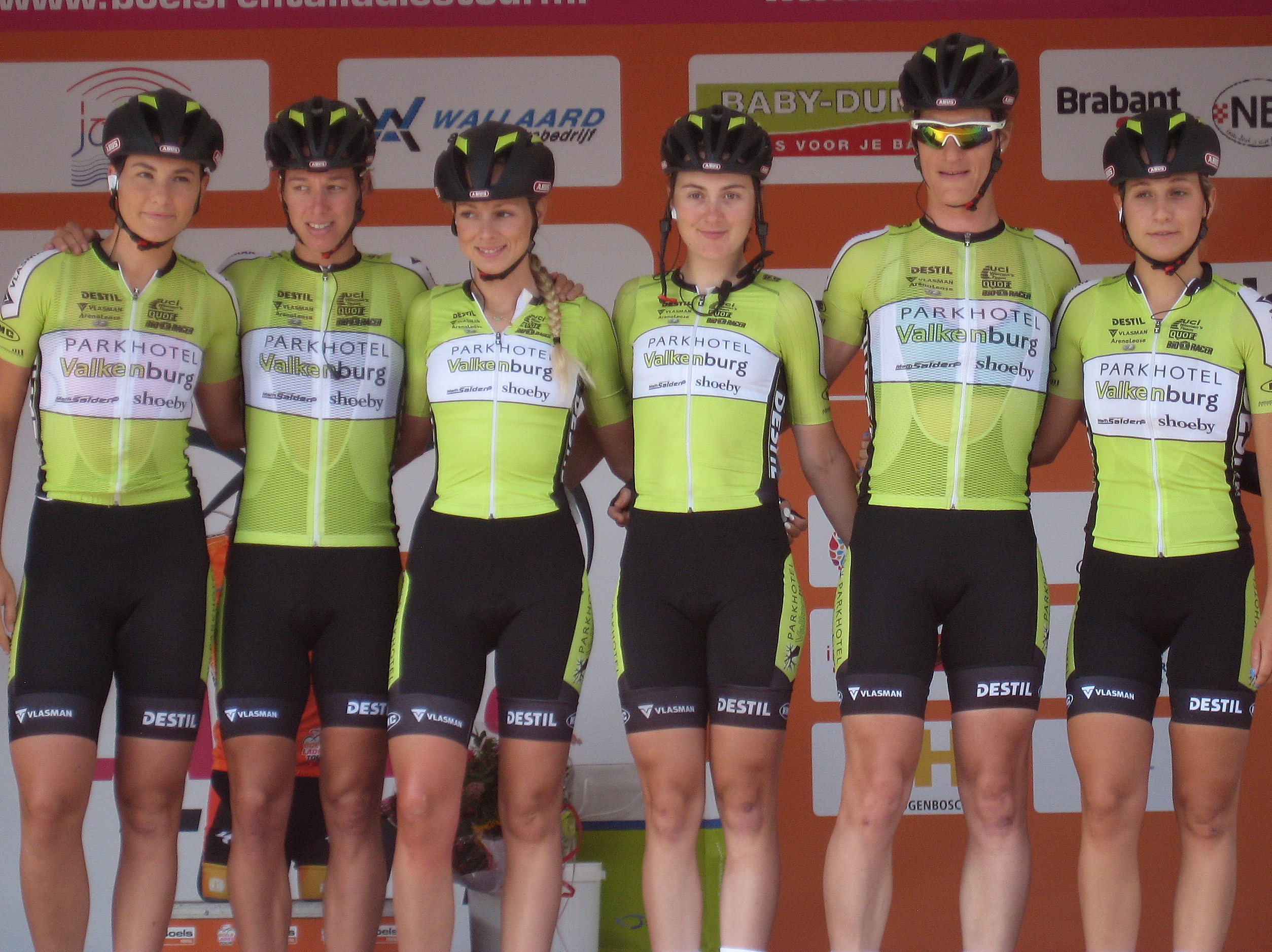
De ploeg in Boels Ladies Tour 2016.

Het team bestaat voornamelijk uit Nederlandse rensters en enkele Belgen. Enkel de Duitse Anna Knauer, de Oekraïense Hanna Solovey en de Britse Amy Roberts hadden in de beginjaren een andere nationaliteit. Zowel Marijn de Vries (in 2015) als Vera Koedooder (in 2016) als Roxane Knetemann (2019) reden hun laatste jaar voor deze ploeg. Het team bestaat voor een groot deel uit jonge rensters die later de overstap maken naar een internationaal topteam: Riejanne Markus en Rozanne Slik stapten in 2016 over naar Liv-Plantur, Jip van den Bos ging in 2017 naar Boels Dolmans en Janneke Ensing naar Alé Cipollini. Karlijn Swinkels werd door de ploeg aangetrokken na haar wereldtitel bij de junioren in oktober 2016. Tijdens het seizoen 2017 werd Nicole Steigenga aangetrokken na een sterk voorjaar met o.a. een indrukwekkende solo in de Healthy Ageing Tour.

### 2017

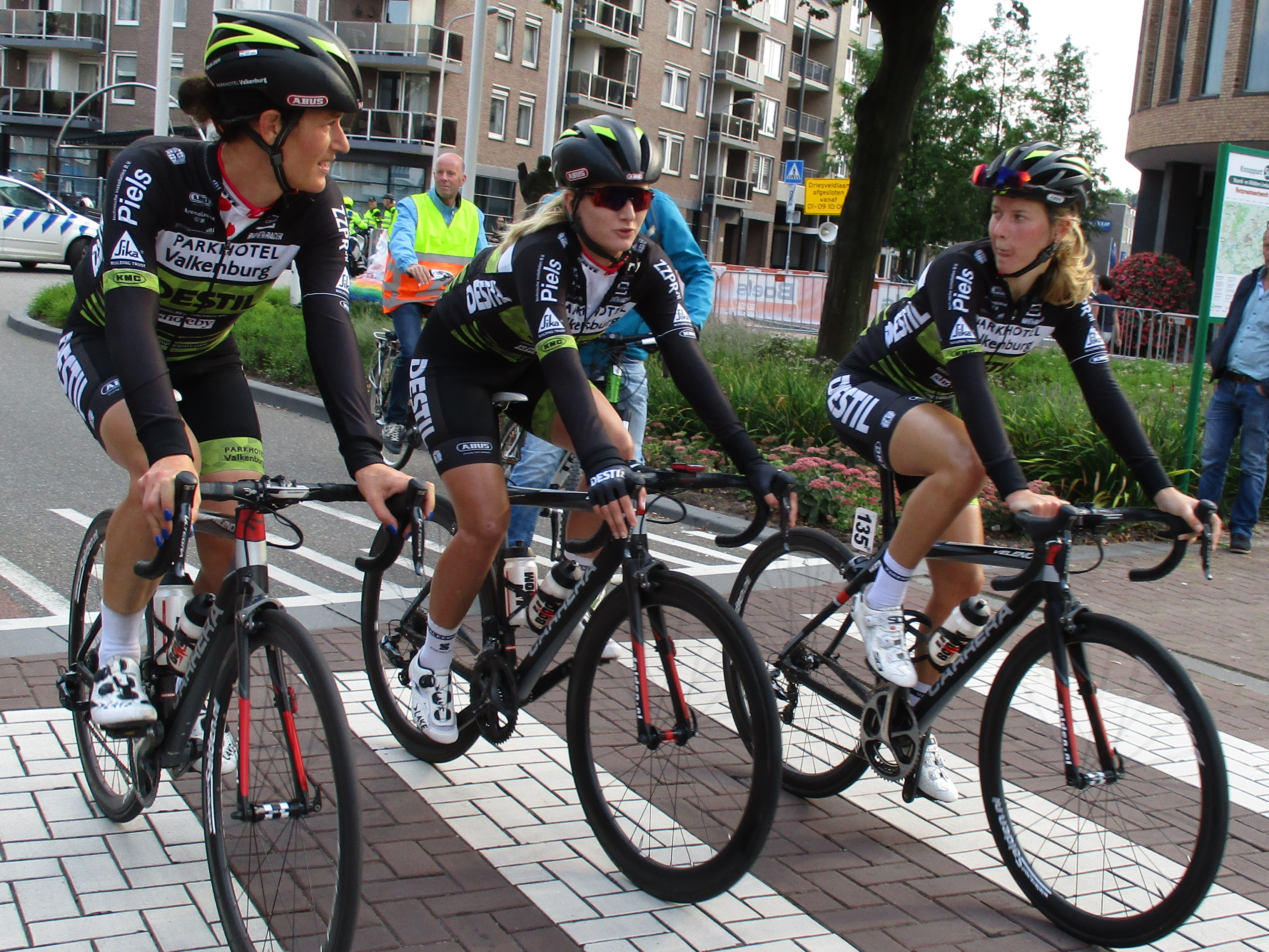
Van Gogh, Swinkels en De Jong in de Boels Ladies Tour 2017.

Vanaf het seizoen 2017 ging het team zelfstandig verder nadat de mannenploeg verderging als Monkey Town-Ruiter Dakkapellen. Tijdens het seizoen 2017 verlieten al twee rensters de ploeg: Jermaine Post vanwege zwangerschap en Kyara Stijns beëindigde haar carrière door motivatiegebrek. Aan het eind van het seizoen maakte Demi de Jong de overstap naar Lotto Soudal Ladies, Pauliena Rooijakkers naar Waowdeals, Eva Buurman naar Drops Cycling Team, Aafke Soet naar Team WNT en Karlijn Swinkels vertrok na een jaar naar Alé Cipollini. Esra Tromp stopte als renster en werd manager van de ploeg.

### 2018

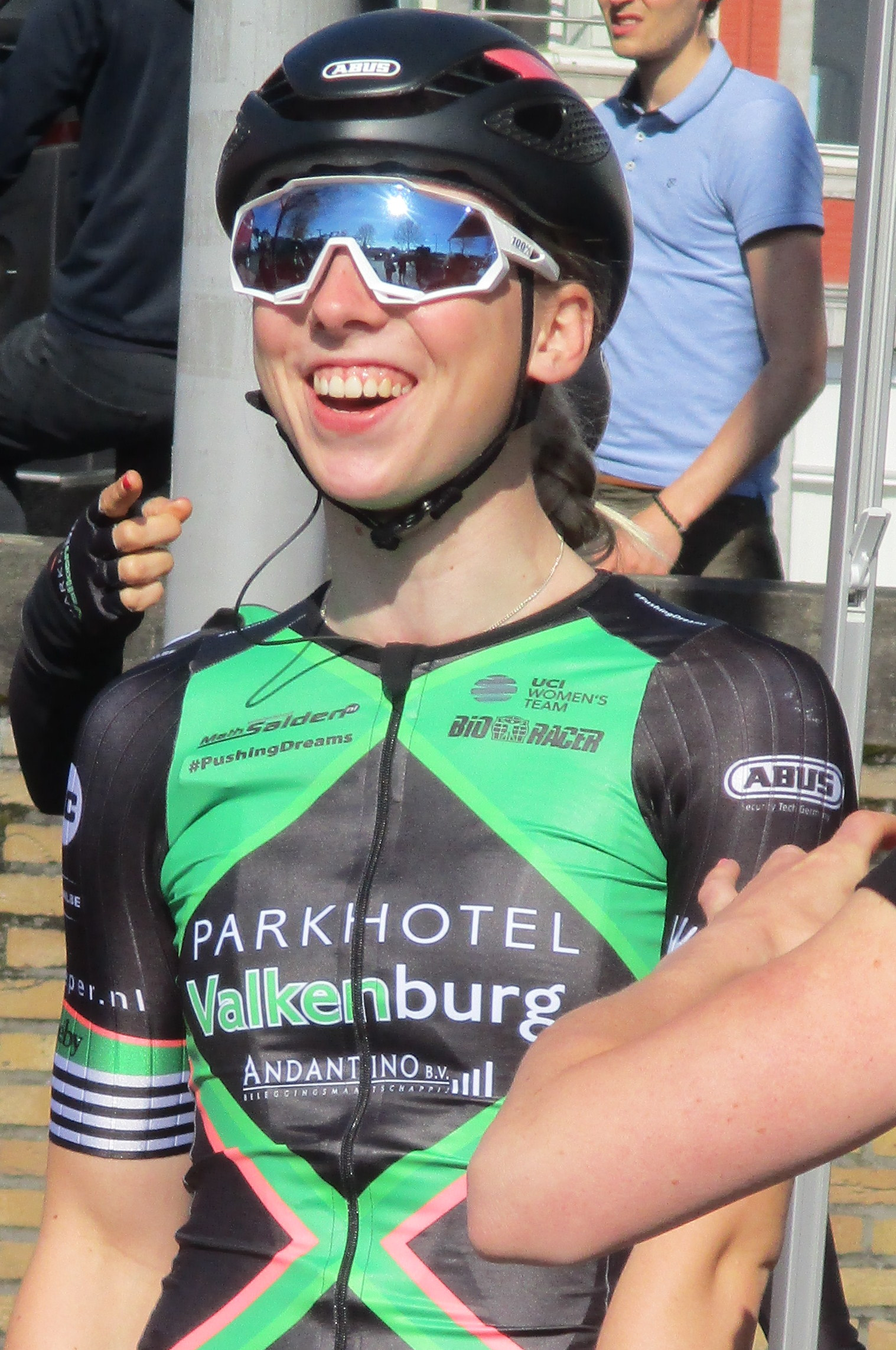
Wiebes in de Amstel Gold Race 2018.

Voor 2018 werd het team versterkt met de Britse Amy Roberts (Wiggle High5) en Ilona Hoeksma keerde terug na een jaar bij Hitec Products. Maar liefst zes rensters maakten per 2018 hun profdebuut: Nancy van der Burg, Marit Raaijmakers, Anne de Ruiter, Meike Uiterwijk Winkel, de Europees kampioene bij de junioren Lorena Wiebes en Belle de Gast. Van der Burg zette echter in mei een punt achter haar carrière, om fulltime verder te gaan als voedingscoach bij Team LottoNL-Jumbo. Wiebes behaalde in haar debuutjaar vier overwinningen.

### 2019

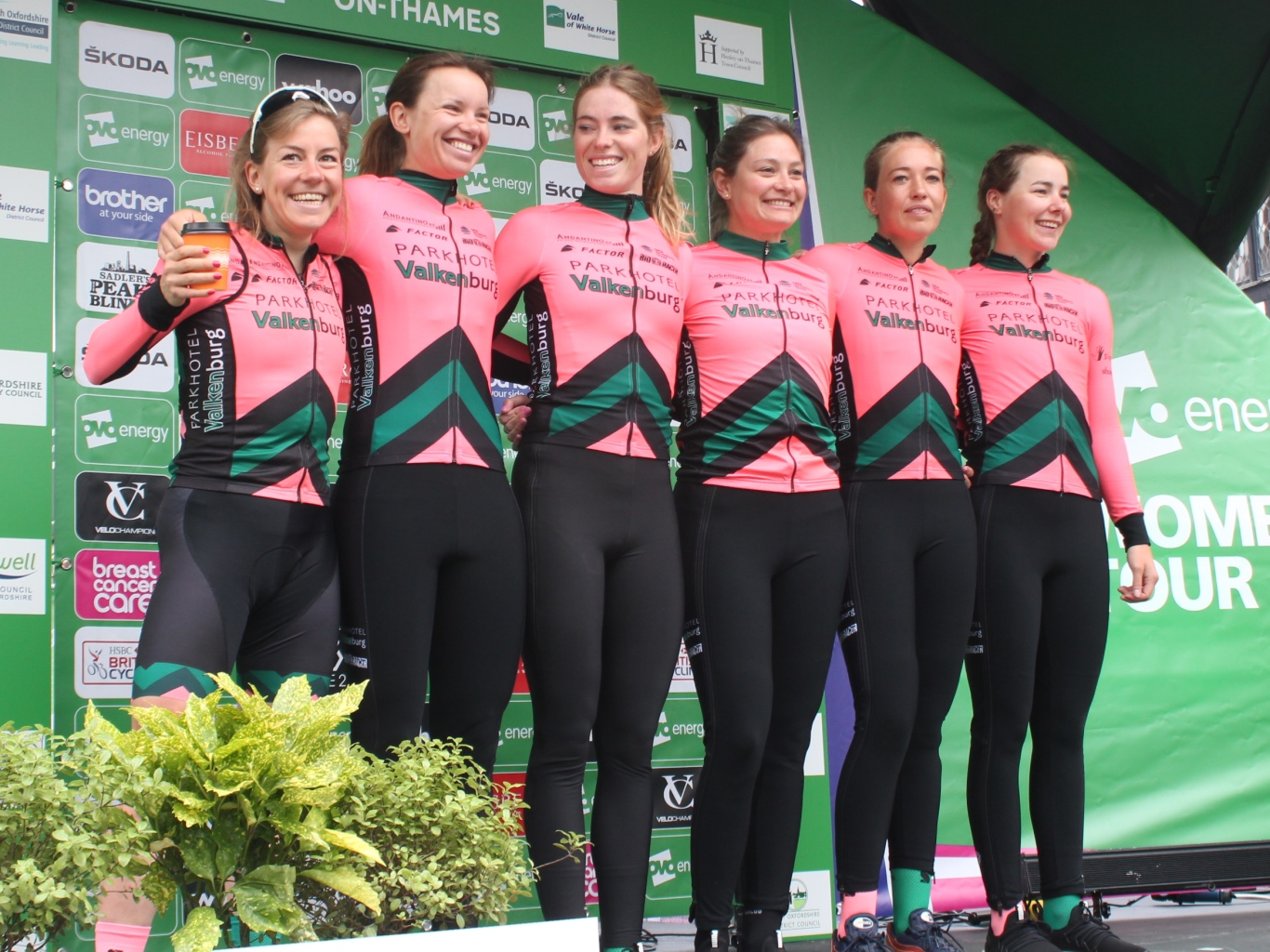
De ploeg in The Women's Tour 2019.

Na Van der Burg verlieten nog zes rensters de ploeg na 2018, onder wie de Oekraïense Hanna Solovey, Ilona Hoeksma, Chanella Stougje en Natalie van Gogh, die vanaf de oprichting in 2014 bij de ploeg was. Voor 2019 werd de ploeg versterkt met negen rensters, onder wie Janine van der Meer, Fleur Nagengast, Demi Vollering, Roxane Knetemann en de Belgen Ann-Sophie Duyck en Sofie De Vuyst. De talentvolle Vollering won verrassend de Volta Limburg Classic, werd derde in Luik-Bastenaken-Luik en De Vuyst won de Brabantse Pijl. Echter het gros van de overwinningen - 15 stuks - werd wederom geboekt door Wiebes, waaronder het Nederlands kampioenschap op de weg, goud op de wegwedstrijd van de Europese Spelen in Minsk en alle etappes en klassementen in de Ronde van Chongming, haar eerste zeges op World Tourniveau. Na het seizoen 2019 was ze leidster in de UCI Wereldranglijst en kreeg ze de Gerrie Knetemann Trofee als beste belofterenner. Ook werd bekend dat zij de ploeg zou willen verlaten en dat diverse ploegen interesse in haar zouden hebben, ondanks haar lopende contract tot en met 2021.

### 2020
Na 2019 beëindigden drie rensters hun carrière (Roxane Knetemann, Janine van der Meer en Meike Uiterwijk Winkel) en stapten Loes Adegeest en Sofie De Vuyst over naar respectievelijk Jan van Arckel en Mitchelton-Scott. De ploeg kreeg versterking van Anouska Koster (Virtu), Amber van der Hulst (Jan van Arckel), Nancy van der Burg (Jos Feron), Karlijn Swinkels, de Duitse Romy Kasper (beiden van Alé Cipollini) en de Zweedse Hanna Nilsson (BTC City Ljubljana). Lorena Wiebes kwam tot een overeenkomst met de ploeg: ze zou het voorjaar nog voor de ploeg rijden en mocht per 1 juni overstappen naar Team Sunweb. Maar door het uitbreken van de coronapandemie zou ze in het voorjaar slechts twee keer uitkomen voor Parkhotel Valkenburg, waarvan ze één keer wist te winnen. Het team boekte dat jaar wel nog successen met Demi Vollering: zij stond op het podium van La Course en de Waalse Pijl.

### 2021
Naast Wiebes verloor het team in 2020 nog tien andere rensters. Drie rensters beëindigden hun carrière en vier rensters stapten over naar de nieuwe vrouwenploeg van Jumbo-Visma, evenals teammanager Esra Tromp. Demi Vollering maakte de overstap naar Team SD Worx. De ploeg werd versterkt met de ervaren Australische Rachel Neylan en acht jonge rensters, onder wie baanrenster Kirstie van Haaften en talenten Femke Gerritse en Mischa Bredewold.

### 2022

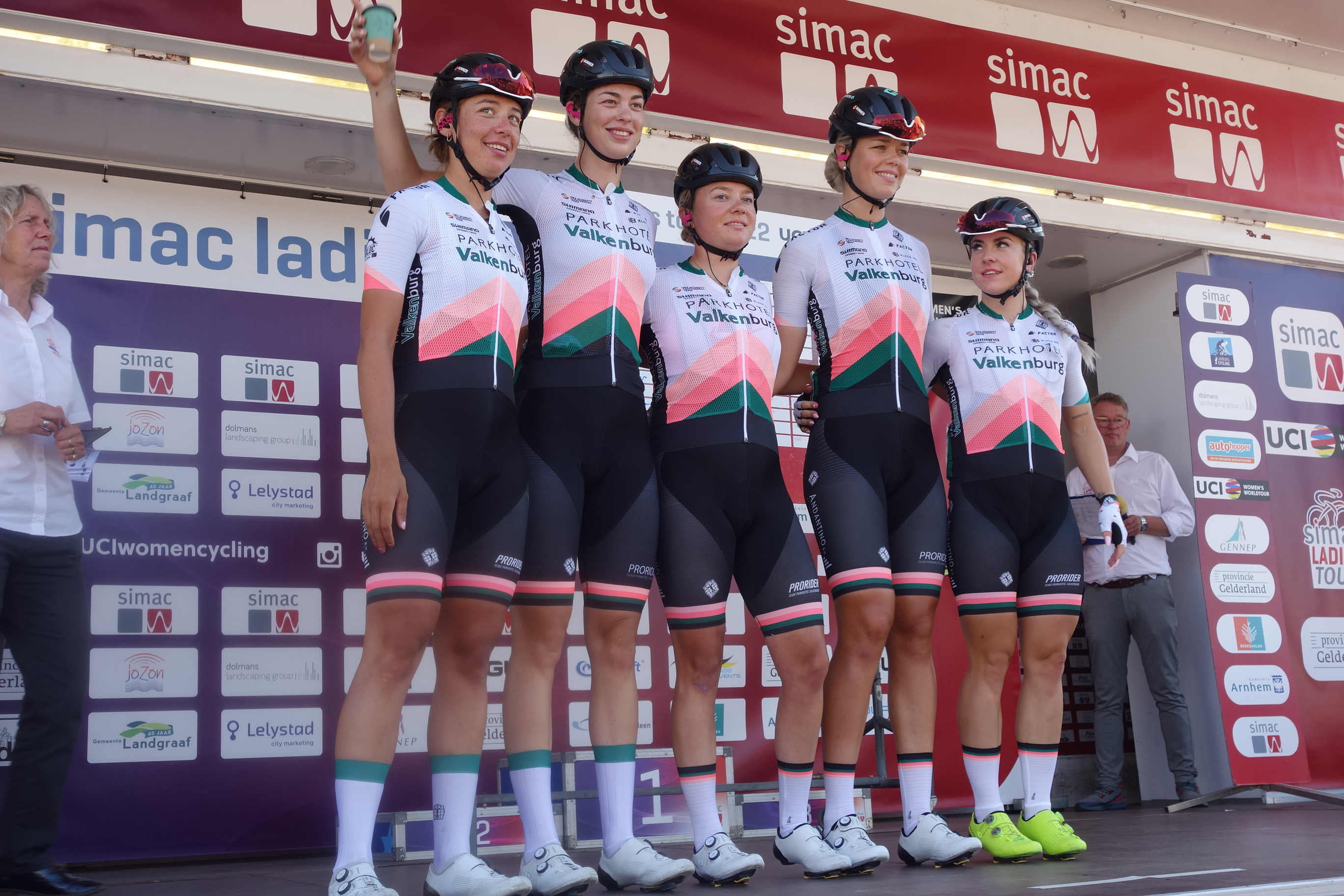
Het team in de Simac Ladies Tour 2022.

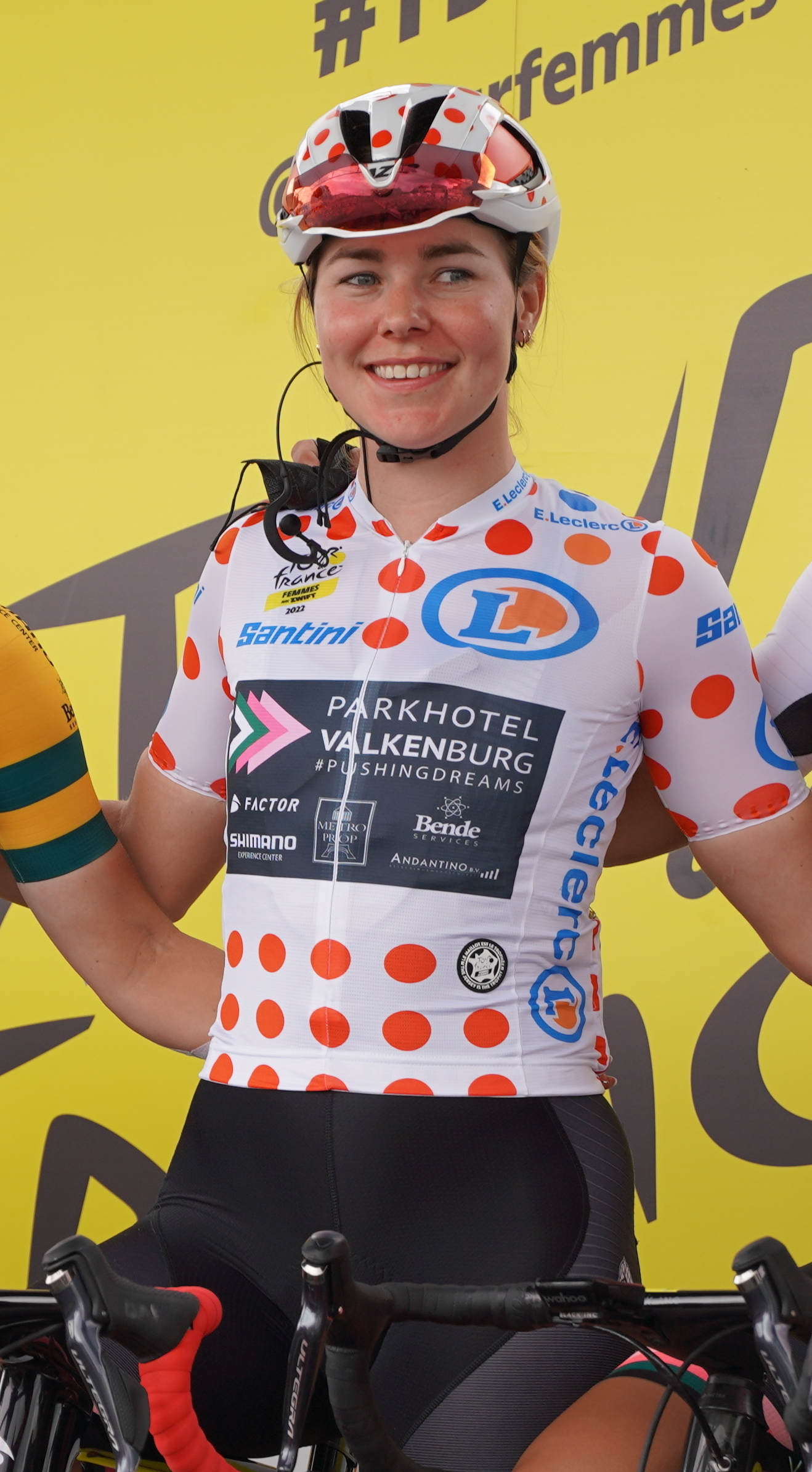
Femke Markus in de bolletjestrui in de Tour de France Femmes 2022.

Na 2021 vertrokken Nina Buysman en Marit Raaijmakers naar Human Powered Health Women, Amber van der Hulst naar Liv Racing Xstra, Sylvie Swinkels naar Coop-Hitec Products en Neylan vertrok naar Cofidis. De ploeg werd aangevuld met de ervaren Demi de Jong, drie andere Nederlandse rensters en met de Belgische Marith Vanhove, de Nieuw-Zeelandse Ella Wyllie en de Australische Nicole Frain. De Jong beëindigde in juli haar carrière, maar bleef actief binnen de begeleiding van de ploeg. De ploeg mocht in juli deelnemen aan de eerste Tour de France Femmes 2022 en wist met Femke Markus en Femke Gerritse de bolletjestrui te dragen tot de voorlaatste dag.

### 2023
Na 2022 verlieten vijf rensters de ploeg, onder wie Femke Markus en Mischa Bredewold die naar Team SD Worx overstapten. Van de zes nieuwe rensters kwamen er vier van WV Schijndel.

### 2024

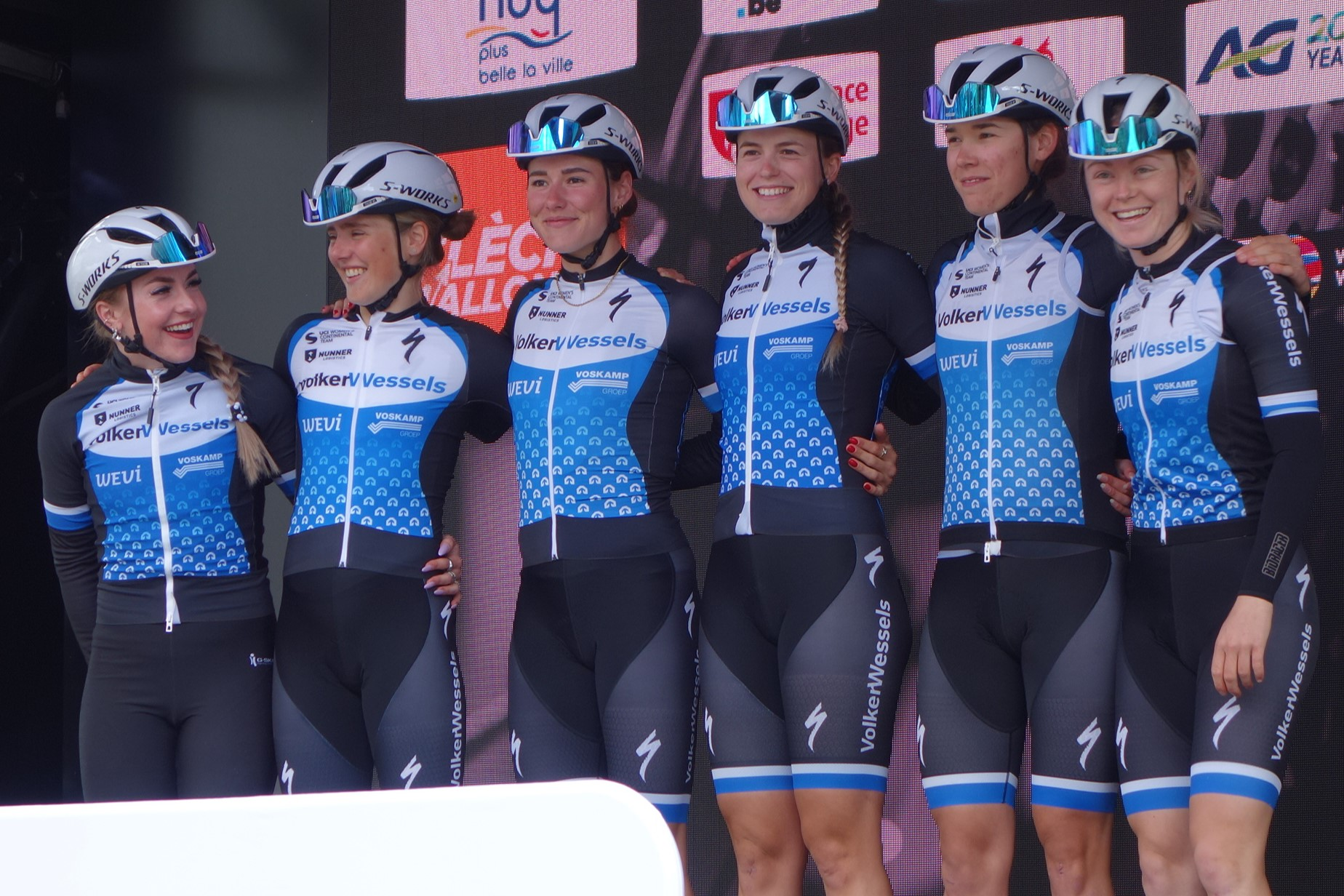
De ploeg in de Waalse Pijl 2024.

Zes rensters verlieten na 2023 de ploeg, zo vertrok Femke Gerritse naar SD Worx en Lieke Nooijen naar Visma-Lease a Bike. De ploeg kreeg versterking van vier Nederlandse en twee Belgische rensters, onder wie de oud-schaatssters Femke Beuling en Anneke Dijkstra en de ervaren Sabrina Stultiens en Valerie Demey, die beide overkwamen van Liv Racing TeqFind. In het voorjaar won Sofie van Rooijen de Drentse 8 en de Omloop van Borsele.

### 2025
Na 2024 verlieten drie rensters de ploeg, Sofie van Rooijen vertrok naar UAE Team ADQ, Julia van Bokhoven naar DAS - Hutchinson - Brother - UK en Marith Vanhove naar AG Insurance - Soudal NXTG. De ploeg kreeg versterking van vijf Nederlandse rensters, Tirza Wisse bleef na een stage bij de ploeg, Maud Rijnbeek en Maaike Boogaard kwamen over van AG Insurance-Soudal, de ervaren Lonneke Uneken kwam over van Team SD Worx-Protime en Bodine Vollering van WV Schijndel.

## Teamleden

### 2025
| Naam                  | Geboortedatum | Nationaliteit | Vorige ploeg          |
| --------------------- | ------------- | ------------- | --------------------- |
| Femke Beuling         | 20-12-1999    | Nederland     |                       |
| Maaike Boogaard       | 24-08-1998    | Nederland     | AG Insurance - Soudal |
| Valerie Demey         | 17-01-1994    | België        |                       |
| Anneke Dijkstra       | 21-05-1997    | Nederland     |                       |
| Eline Jansen          | 08-03-2002    | Nederland     |                       |
| Anne Knijnenburg      | 11-03-2002    | Nederland     |                       |
| Marieke Meert         | 07-10-1999    | België        |                       |
| Laura Molenaar        | 26-02-2002    | Nederland     |                       |
| Meis Poland           | 21-12-2004    | Nederland     |                       |
| Maud Rijnbeek         | 03-12-2002    | Nederland     | AG Insurance-Soudal   |
| Quinty Schoens        | 12-02-1999    | Nederland     |                       |
| Scarlett Souren       | 04-12-2003    | Nederland     |                       |
| Sabrina Stultiens     | 08-07-1993    | Nederland     |                       |
| Lonneke Uneken        | 02-03-2000    | Nederland     | Team SD Worx-Protime  |
| Lisa van Helvoirt     | 25-07-2002    | Nederland     |                       |
| Anne van Rooijen      | 04-06-2000    | Nederland     |                       |
| Margot Vanpachtenbeke | 02-02-1999    | België        |                       |
| Bodine Vollering      | 07-07-2003    | Nederland     | WV Schijndel          |
| Tirza Wisse           | 12-02-2004    | Nederland     |                       |

## Overwinningen

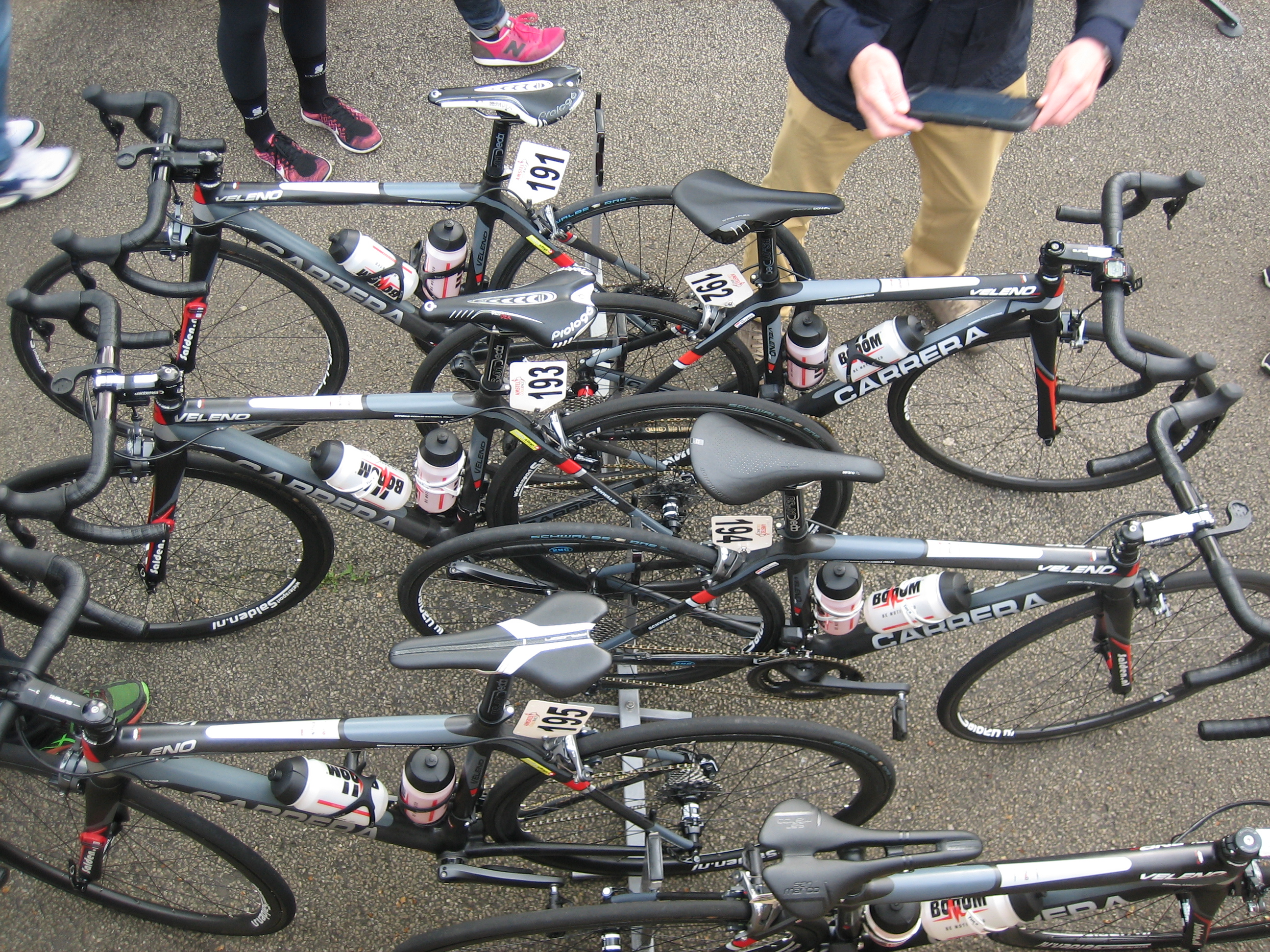
De fietsen van de ploeg in 2017.

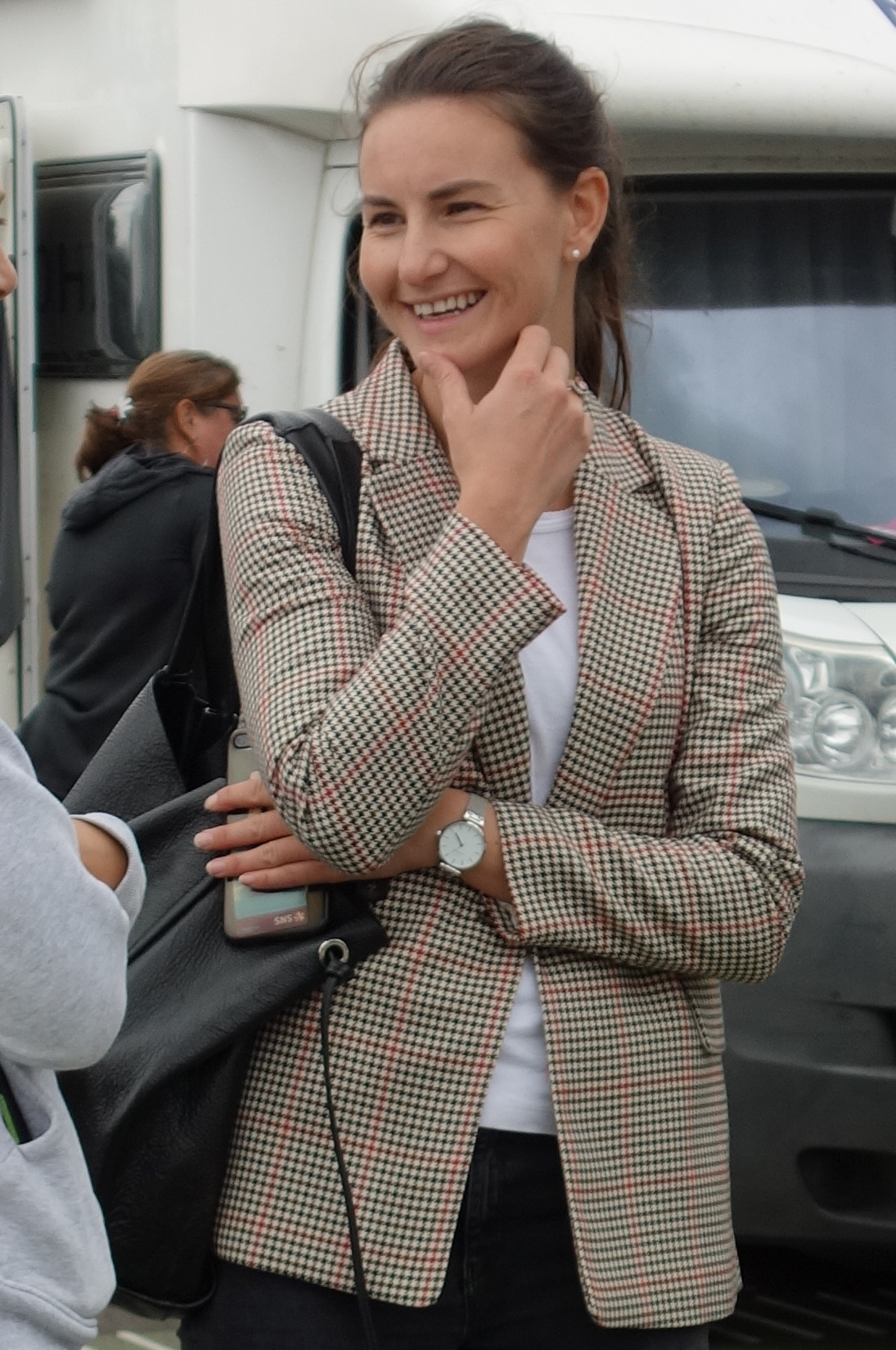
Manager Esra Tromp in 2019.

2015
Trofee Maarten Wynants: Natalie van Gogh
1e etappe Lotto Belgium Tour: Natalie van Gogh
2e etappe Auensteiner Radsporttage: Rozanne Slik
2017
Omloop van de IJsseldelta: Nina Buysman
VR Women: Anna Solovey
Slotrit Tour de l'Ardèche: Pauliena Rooijakkers
2018
Volta Limburg Classic: Belle de Gast
7-Dorpenomloop Aalburg: Lorena Wiebes
Omloop van de IJsseldelta: Lorena Wiebes
Parel van de Veluwe: Lorena Wiebes
GP Sofie Goos: Lorena Wiebes
2019
Nokere Koerse: Lorena Wiebes
Volta Limburg Classic: Demi Vollering
Brabantse Pijl: Sofie De Vuyst
Omloop van Borsele: Lorena Wiebes
1e etappe Ronde van Yorkshire: Lorena Wiebes
Eind-: punten- en jongerenklassement Ronde van Chongming (WWT): Lorena Wiebes
1e: 2e en 3e etappe Ronde van Chongming: Lorena Wiebes
Proloog GP Elsy Jacobs: Demi Vollering
Flanders Diamond Tour: Lorena Wiebes
3e etappe BeNe Ladies Tour: Lorena Wiebes
RideLondon Classic (WWT): Lorena Wiebes
1e etappe Ronde van Noorwegen (WWT): Lorena Wiebes
1e en 2e etappe Boels Ladies Tour (WWT): Lorena Wiebes
Ronde van Emilia: Demi Vollering
2020
Omloop van het Hageland: Lorena Wiebes
2021
1e etappe Baloise Ladies Tour: Mischa Bredewold
2e etappe Tour de Feminin - O cenu Českého Švýcarska: Nina Buysman
Eindklassement Watersley Women's Challenge: Marit Raaijmakers
1e etappe: Marit Raaijmakers
3e etappe: Femke Gerritse
2022
Leiedal Koerse: Femke Markus
6e etappe Simac Ladies Tour: Mischa Bredewold
1e etappe Tour de la Semois: Mischa Bredewold
A Travers les Hauts de France: Mischa Bredewold
2023
Argenta Classic-2 Districtenpijl Ekeren-Deurne: Lieke Nooijen
Proloog Watersley Womens Challenge: Lieke Nooijen
2024
Drentse 8 van Westerveld: Sofie van Rooijen
Omloop van Borsele: Sofie van Rooijen
1e etappe Ronde van Thüringen: Margot Vanpachtenbeke
Eindklassement Ronde van Polen: Laura Molenaar
Cyclis Classic: Anne Knijnenburg
2e etappe: Laura Molenaar
3e etappe: Scarlett Souren
GP Yvonne Reynders: Scarlett Souren
Proloog Ronde van Toscane: Scarlett Souren
2e etappe Ronde van Toscane: Margot Vanpachtenbeke
Eindklassement Ronde van Toscane: Margot Vanpachtenbeke
Jongerenklassement Ronde van Toscane: Anne Knijnenburg
Ploegenklassement Ronde van Toscane: Knijnenburg: Poland: Souren: A. van Rooijen: Vanpachtenbeke
Grote Prijs Beerens: Sofie van Rooijen
6e etappe Tour de l'Ardèche: Eline Jansen
Jongerenklassement Ronde van Chongming: Scarlett Souren
Bergklassement Ronde van Chongming: Anne Knijnenburg
2025
Midwest Cycling Classic: Scarlett Souren
Ronde van Pays de la Loire: Anneke Dijkstra
La Classique Morbihan: Eline Jansen

## Kampioenschappen

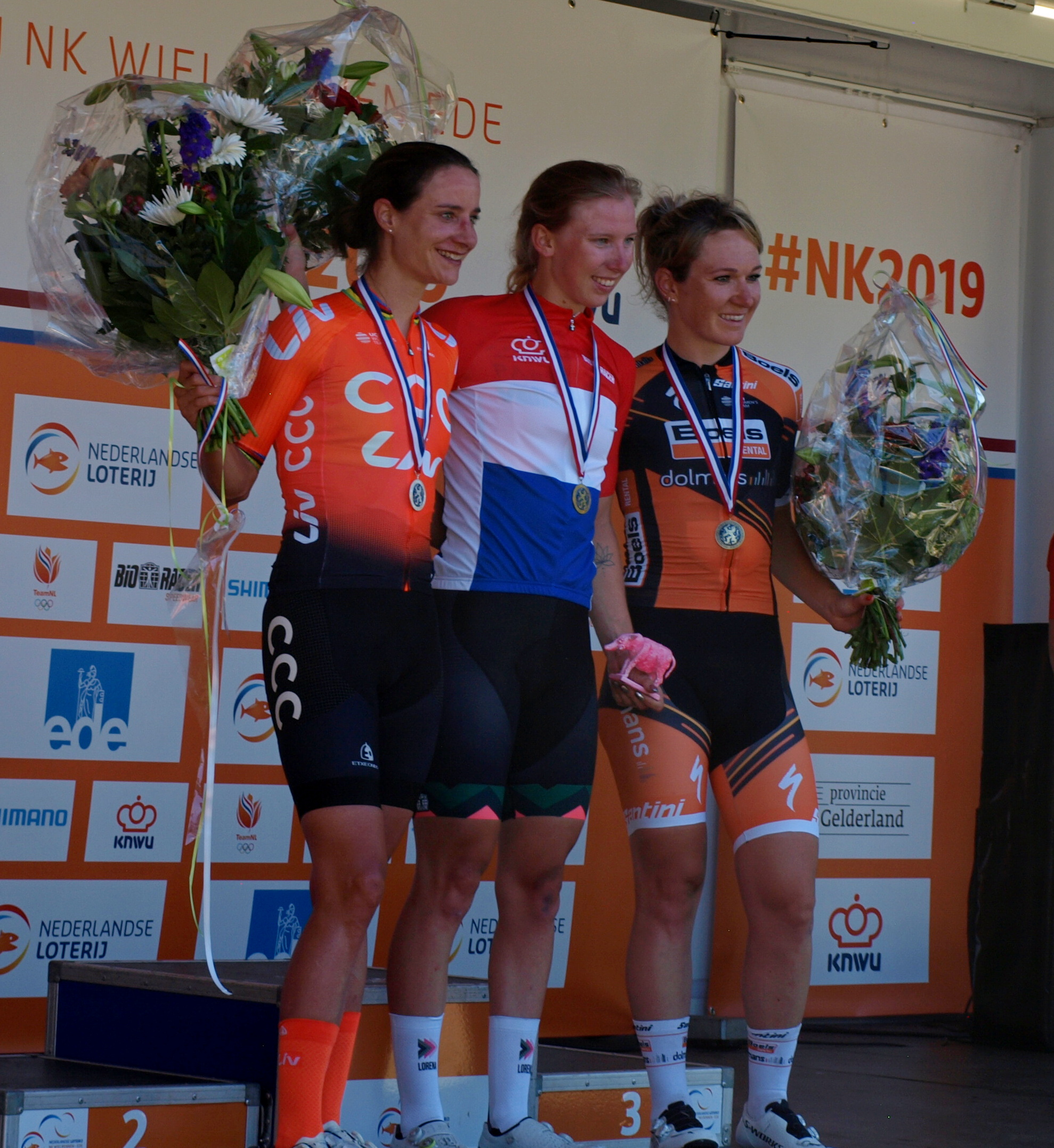
Lorena Wiebes werd in 2019 Nederlands kampioen op de weg.

2014
 Nederlands kampioen strandrace, Pauliena Rooijakkers
2015
 Nederlands kampioen strandrace, Pauliena Rooijakkers
2016
 Europees kampioen strandrace, Pauliena Rooijakkers
 Nederlands kampioen strandrace, Pauliena Rooijakkers
 Duits kampioen omnium, Anna Knauer
2017
 Nederlands kampioen strandrace, Pauliena Rooijakkers
 Oekraïens kampioen ploegkoers, Hanna Solovej
2019
 Europese Spelen 2019 wegwedstrijd in Minsk, Lorena Wiebes
 Nederlands kampioen op de weg, Lorena Wiebes
 Nederlands kampioen baanwielrennen, derny, Marit Raaijmakers